# Oatlands (Surrey)
Oatlands è un comune nel distretto di Weybridge, nella contea inglese del Surrey. Il nome deriva da Oatlands Palace, residenza dei Tudor e degli Stuart.
Nel villaggio sono stati trovati reperti risalenti all'età del ferro.